# Aaron Hill
Aaron Hill (10 febbraio 1685 – 8 febbraio 1750) è stato un drammaturgo e scrittore inglese.

## Biografia
Figlio di un gentiluomo di campagna del Wiltshire, Hill venne educato alla Westminster School di Londra, e terminati gli studi intraprese viaggi per mare verso oriente. 
Tornato in patria si dedicò al teatro e scrisse diciassette testi teatrali, alcuni dei quali, come la sua versione della Zaira e Merope di Voltaire, furono degli adattamenti. Egli scrisse anche delle poesie, di qualità non sempre eccellente. 
Avendo scritto dei versi satirici su Alexander Pope, ricevette, in cambio, una menzione  in The Dunciad, che portò ad una controversia fra i due scrittori. Dopo uno scambio di offese reciproche, arrivarono ad una riconciliazione. Egli fu amico e corrispondente di Samuel Richardson, la cui opera Pamela gli fu molto cara . Oltre alla sua attività letteraria, Hill si occupò di diverse questioni commerciali, quasi sempre senza successo.  
Fu direttore del Teatro Reale di Drury Lane quando aveva ventiquattro anni, e prima di subire un attentato, con un'arma da fuoco, per motivi non conosciuti, mise in scena la prima rappresentazione dell'opera Rinaldo di George Frideric Handel, la prima opera italiana scritta per i londinesi. Il compositore era molto impegnato nella scrittura della musica e Hill collaborò alla stesura del libretto, anche se si discute su quale sia stato il suo reale contributo.
Una raccolta postuma delle composizioni di Hill, lettere e poemi, fu pubblicata nel 1753. Le sue opere drammatiche vennero poi pubblicate nel 1760. La sua biografia fu inserita in Le Vite dei Poeti di Gran Bretagna e d'Irlanda, al tempo di Dean Swift , volume 5 (apparentemente scritta da Theophilus Cibber ma generalmente accettato che sia da attribuire ad autore anonimo).

## Opere
- A Full and Just Account of the Present State of the Ottoman Empire (1709)
- Elfrid: or The Fair Inconstant (1709)
- Athelwold (?) una revisione di Elfrid
- The Plaindealer (1724) saggio con William Bond
- The Progress of Wit, being a caveat for the use of an Eminent Writer (1730)
- Zara (prodotta nel 1735) dall'opera di Voltaire
- The Prompter (1735) saggio
- Merope (1749), dall'opera di Voltaire